# 優留單于
優留單于（？－87年），北匈奴單于。

## 生平
東漢章和元年（西元87年），鮮卑攻擊北匈奴並将其大敗之，還殺死了北匈奴優留單于，取其匈奴皮而還，北匈奴大亂。屈蘭、儲卑、胡都須等五十八部，口二十萬，勝兵八千人，到达雲中、五原、朔方、北地降汉。章和二年（88年）正月，在大亂中，骨都侯等立其异母兄右賢王為單于。